# 윤상화
윤상화(1970년 6월 10일 ~ )은 대한민국의 배우이다.

## 출연

### 영화
- 2001년 《흑수선》 - 탈출 포로들 역
- 2006년 《음란서생》 - 시술태감 역
- 2006년 《예의없는 것들》 - 곱사등 여인의 남편 역
- 2007년 《그놈 목소리》 - 채은석 역
- 2007년 《우아한 세계》 - 습격남 2 역
- 2009년 《귀향》 - 아동보호소 소장 역
- 2010년 《방자전》 - 오른편 몸종 역
- 2011년 《굿바이 보이》 - 박 씨 역
- 2012년 《철암계곡의 혈투》 - 귀면 역
- 2012년 《자칼이 온다》 - 브로커 역
- 2017년 《여배우는 오늘도》 - 박정락 역
- 2017년 《1987》 - 주임 목사 역
- 2019년 《퍼펙트맨》 - 석현 역
- 2019년 《버티고》 - 관우 아버지 역
- 2021년 《인질》 - 교도관 역
- 2022년 《파로호》- 의사 역
- 2022년 《공조 2 : 인터내셔날》 - 김철수 역

### 드라마
- 《본 대로 말하라》 (2020년, OCN)
- 《날씨가 좋으면 찾아가겠어요》 (2020년, JTBC) - 박힌돌 역
- 《링크 : 먹고 사랑하라, 죽이게》 (2022년, tvN) - 조동남 역
- 《아무것도 하고 싶지 않아》 (2022년, ENA)
- 《소방서 옆 경찰서 그리고 국과수》 (2023년, SBS) - 양상만 역
- 《감사합니다》 (2024년, tvN) - 박호연 역

## 수상
- 2012년 대한민국 연극대상 남자연기상
- 2012년 하얀 수건상
- 2013년 동아연극상 연기상